# Throw (banda)
 Throw (en español Lanza) es una banda musical de género punk de Filipinas. La banda se formó en el año 2000 por y se mantiene activo hasta la fecha, siendo una de las agrupaciones más importante en Metro Manila.

## Carrera
La banda fue creada por el cantautor Al Dimalanta ( líder y cofundador de otras bandas musicales de su país en la década de los años 80, principalmente de género punk Dead) en el 2000 se unió a Dennis Maniego en el bajo, Ojie Arcega en la batería y Bimboi San Pedro en la guitarra. Esto generalmente fue considera el inicio oficial de la banda, a pesar de los intentos anteriores para formar otra banda bajo el mismo nombre. Throw o Lanza, pasó a grabar su primer álbum discgráfico que fue producido de manera independiente un año después en 2001, de una versión denominado hardcore, que fue auto-titulado como "TIRE", que marcó el regreso de Dimalanta a la escena de la música punk.
En algún momento de 2006, Ojie Arcega y Bimboi San Pedro, tuvieron que salir de Filipinas para trabajar en Singapur. Esto dejó que Al y Dennis, que la banda se quedara sin baterista y guitarrista. El fallecido Luis Guiang de Put3Ska, quien había ganado fama por su dedicación y talento en los tambores, cuando formaba parte de Throw. Pues la banda tuvo que buscar otros integrantes para reemplazarlos de forma permanente. 
En 2007, Al Dimalanta pasó a ser el líder, vocalista y guitarrista de la banda, Dennis en el bajo, Albert Ascona en la segunda guitarra y Spyk Maniego en la batería. La banda salió con su segundo álbum titulado "Unwavering" o "Inquebrantable" que fue lanzado en 2008.
Después salió su tercer álbum de una producción independiente titulada "Believe". El álbum llegó a ser nominado como uno de los mejores discos del 2010, según la revista "Uno" y "Philippine Star" o "Estrella filipina". De ese mismo modo, la misma revista también las nominó a todos sus temas musicales, siendo las mejores comoposiciones en la década (2000-2010).

## Integrantes

### Desde 2001-2007
- Al Dimalanta - vocalista
- Dennis Maniego - bajo
- Bimboi San Pedro - guitarra
- Ojie Arcega - Baterías

### Desde 2008-2010
- Al Dimalanta - voz y guitarra
- Dennis Maniego - bajo
- Albert Ascona - guitarra
- Spyk Maniego - Baterías

### Desde 2011-presente
- Al Dimalanta - voz y guitarra
- Dennis Maniego - bajo
- Alan Roldan - guitarra
- Spyk Maniego - baterías

## Discografía
- Throw (2001)
- Unwavering (2008)
- Believe (2010)
- Wag Kalimutan ang Ingay - EP (2010)